# Kripli Kemping (South Park)
A Kripli Kemping (Crippled Summer) a South Park című rajzfilmsorozat 14. évadának 7. epizódja, összességében a sorozat 202. része. Eredetileg 2010. április 28-án mutatta be az amerikai Comedy Central, hazánkban pedig ugyanez a csatorna 2010. november 9-én. Az epizódban a gyerekek megpróbálnak segíteni Törcsi drogfüggőségén, miközben egy mozgásszervi fogyatékossággal együtt élő gyerekek részére rendezett táborban Nathan és Mimsy azon vannak, hogy szabotálják a jó eredményeket elérő Jimmyt.
A Törcsi drogfüggőségével kapcsolatos szálat az amerikai "Intervention" (magyarul Közbelépés) című sorozat inspirálta. Eredetileg a tizedik évadban, a "Milliónyi kicsi szál" című epizódot követően mutatták volna be, de egy időre elvetették. A Kripli Kemping tábor lakóinak története a Bolondos dallamok rajzfilmek cselekménye  és szereplői alapján lett mintázva. Ebben az epizódban mutatkozott be Nathan és Mimsy, mint két fogyatékos gyerek, akik folyamatosan Jimmy ellen áskálódnak, de mindig csúfos kudarcot vallanak.

## Cselekmény
|  | Alább a cselekmény részletei következnek! |

Törcsi, a beszélő törülköző drogfüggősége olyan méreteket ölt, hogy a gyerekeknek nincs más választása, közbe kell lépniük. A korábbi eseményeket az "Intervention" című tévéműsor stílusában mutatják be, korábbi interjúk bevágásával és feliratozásával, melyből kiderül, hogy kannabiszt, metamfetamint, heroint és cracket is fogyaszt. Korábban volt egy Rebecca nevű barátnője is, akitől van egy gyereke is (egy kéztörlő), ám a folyamatos kábítószerezései miatt kidobta. Mivel az összes pénze elfogyott kemény drogokra, ezért egy idő után portalanító sűrített levegős flakonok gázait kezdte el szívni. A lefelé tartó spirálban egyszercsak elfogyott a pénze, ezért aztán egy kis betevőért orális szexet ajánlott fel egy sikátorban ismeretleneknek. A fiúk elintézték neki, hogy állást kapjon a Tardicaca-tó mellett található nyári táborban, ahol fizikai és mentális visszamaradottsággal rendelkező gyerekek szoktak táborozni, mint törülköző. Azonban innen is kidobják, mert tovább folytatta a drogozást és szexuális ajánlatokat is tett a gyerekeknek. Ezután a műsorban a gyerekek könnyes szemmel próbálnak hatni Törcsire és felolvassák neki, hogy mit éreznek, és hogy nem akarják, hogy mindebbe belehaljon. Kivéve Cartmant, aki a műsor nyilvánosságát arra használja ki, hogy felolvasson a Cion bölcseinek jegyzőkönyveiből, és bár Kyle rettentő dühös emiatt, a műsorvezető szerint nem szabad félbeszakítani senkit, ez a szabály. Törcsit nem hatja meg mindez, mígnem Butters bemutatja neki a gyerekét, ennek hatására elhatározza, hogy elvonóra megy. Később azt is láthatjuk, hogy az elvonó sikeres lett, és újra a családjával él.
Ezalatt a táborban az agyafúrt Nathan, és segédje, a láthatóan ütődött Mimsy úgy döntenek, hogy megakadályozzák Jimmyt abban, hogy a tábor atlétikai versenyének győztese legyen - ha így tesznek, Nathant hozzák ki győztesnek. Mindezt a cselekményt hasonló stílusban narrálja az epizód, mint a közbelépéses cselekményszálat. Nathan folyamatosan Mimsyt használja annak érdekében, hogy keresztbe tegyen Jimmynek, ám Mimsy ostobasága miatt minden próbálkozással csúfosan felsülnek. Az egyik verseny során egy mérges kígyót akar rakatni Nathan Jimmy kenujába, azonban Mimsy tévedésből az övékbe teszi, mert félreérti az utasítást. Ugyanez történik akkor, amikor egy kincskereső játék során összecserélik a térképeket, és veszélyes indián területre keverednek. Ezután Nathan egy cápa párzási énekét utánozó síppal próbál odacsalatni egy cápát Jimmyhez, de Mimsy tévedésből a szárazföldön fújja meg, nem a vízben, minek következtében egy cápa kiugrik a vízből, és análisan megerőszakolja Nathant. A tehetségkutató versenyen az ukuleléjébe robbanószert tesznek, de mivel Jimmy elrontja a dalát, az nem robban fel - csak amikor az ostoba Mimsy meg akarja mutatni, hogy is kellene eljátszania. Nathan előbb leteremti a hülyeségéért, majd véletlenül ő játssza el a dalt, a robbanástól pedig úgy megsérül, hogy kórházba kell vinni. Jimmyt bajnokká avatják, de előtte Nathan még közli vele, hogy utálja őt.
Az epizód végén egy felirat arra kér mindenkit, hogy aki ismer drogfüggő törülközőt, akin segíteni kellene, az keresse fel Stephen Baldwin rehabklinikáját.

## Érdekességek
- Az epizód eredetileg Hawaii-on játszódott volna, de ezt elvetették. Később a tizenhatodik évad "Zabos őslakos" című része játszódott ott.
- Habár Jimmy a mankói nélkül nem tud közlekedni, az epizód tanúsága szerint remekül tud szörfölni és ukulelézni is nélkülük.
- A tehetségkutatós jelenetnél a közönség soraiban látható "Az Ostobenkó Kurva Videokészlet" című epizódban felbukkant, de azóta nem látott Kelly Pinkertonfostos.
- Az epizódban Kenny nem szól egy szót sem, ahogy Clyde sem. Butters, aki azt állítja, hogy nagyon mély barátságot ápol Törcsivel, az eddigi epizódok egyikében sem szerepelt vele közös jelenetben.
- Cartman az "Egy kis Tourette" című epizód óta tervezte, hogy "nagy nyilvánosság előtt lealázza" a zsidókat, ebben az epizódban kerít erre végül sort.